# Lescuraea longipes
Lescuraea longipes är en bladmossart som beskrevs av Brotherus och Jean Édouard Gabriel Narcisse Paris 1902. Lescuraea longipes ingår i släktet bågmossor, och familjen Leskeaceae. Inga underarter finns listade i Catalogue of Life.